# Contravolante

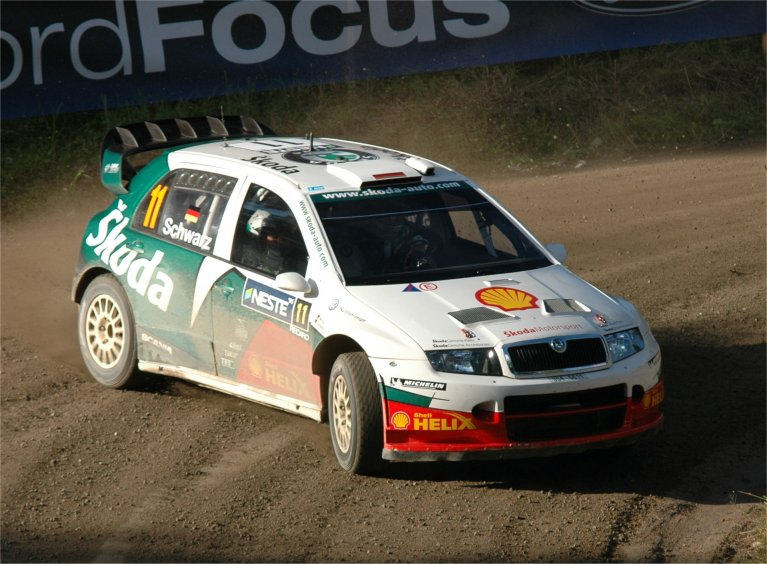
Un automóvil de carreras realizando un contravolante.

El contravolante es un término coloquial que hace referencia al uso deliberado del sobreviraje con la intención de hacer girar un automóvil rápidamente sin perder movimiento. Fue muy común su uso en los rallies, cuando se usaban mayoritariamente coches con tracción trasera, donde el conductor conseguía que el automóvil se desplazara lateralmente en curvas cerradas. También es una técnica muy usada actualmente en el drifting, para conseguir evitar perder el control sobre el vehículo.
Dicha técnica funciona mejor sobre superficies sueltas, donde la fricción entre los neumáticos y la carretera no es muy alta, pero también se puede hacer uso de ella sobre asfalto o cemento si el motor tiene suficiente potencia como para mantener la velocidad de las ruedas. En ese caso, se recomienda una baja presión de aire en los neumáticos para evitar problemas durante y tras la maniobra.
Antes de llegar a la curva, se gira el volante en su sentido suave pero rápidamente, para causar que el movimiento rotatorio induzca a la parte trasera del vehículo a deslizarse hacia afuera. Se aplica potencia para provocar un movimiento lateral mayor. Al mismo tiempo, se gira el volante totalmente en dirección contraria para mantener al coche por la trazada deseada. Cuando el automóvil alcance la curva, este ya habrá girado gran parte del ángulo necesario, desplazándose lateralmente pero con una ínfima pérdida de velocidad. Al dar gas suavemente, el vehículo acelerará hacia el giro y después a través de él, rebajando gradualmente la componente lateral del viaje. Al final, el giro habrá sido negociado a una velocidad mucho mayor que si hubiera sido tomada de un modo normal. En manos experimentadas, el resultado es un movimiento drástico y fluido que aparenta ser muy natural. Cuando no se ejecuta correctamente, parece todo lo contrario.
En los coches de tracción delantera, hay muy poca tendencia natural para que las ruedas trasera pierdan tracción, pues no transmiten potencia. En consecuencia, muchas veces esos vehículos están reglados con una desviación de frenado con mucha fuerza en los frenos traseros, permitiendo al conductor controlar la tracción con el freno. Dicha desviación puede ser controlada por el mismo conductor usando una palanca manual. El freno de pie izquierdo es la técnica preferida para usar el contravolante en los vehículos de tracción delantera.

## En las películas
El aprendizaje del contravolante por parte del Rayo McQueen es parte del argumento de la película de animación de Pixar Cars.